# Urkonsaari
Urkonsaari är en ö i Finland. Den ligger i sjön Saimen och i kommunen Villmanstrand i den ekonomiska regionen  Villmanstrands ekonomiska region  och landskapet Södra Karelen, i den södra delen av landet, 230 km nordost om huvudstaden Helsingfors. Öns area är 93,3 hektar och dess största längd är 2,3 kilometer i sydväst-nordöstlig riktning.